# Heilig-Kreuz-Kirche (Kemnitz)

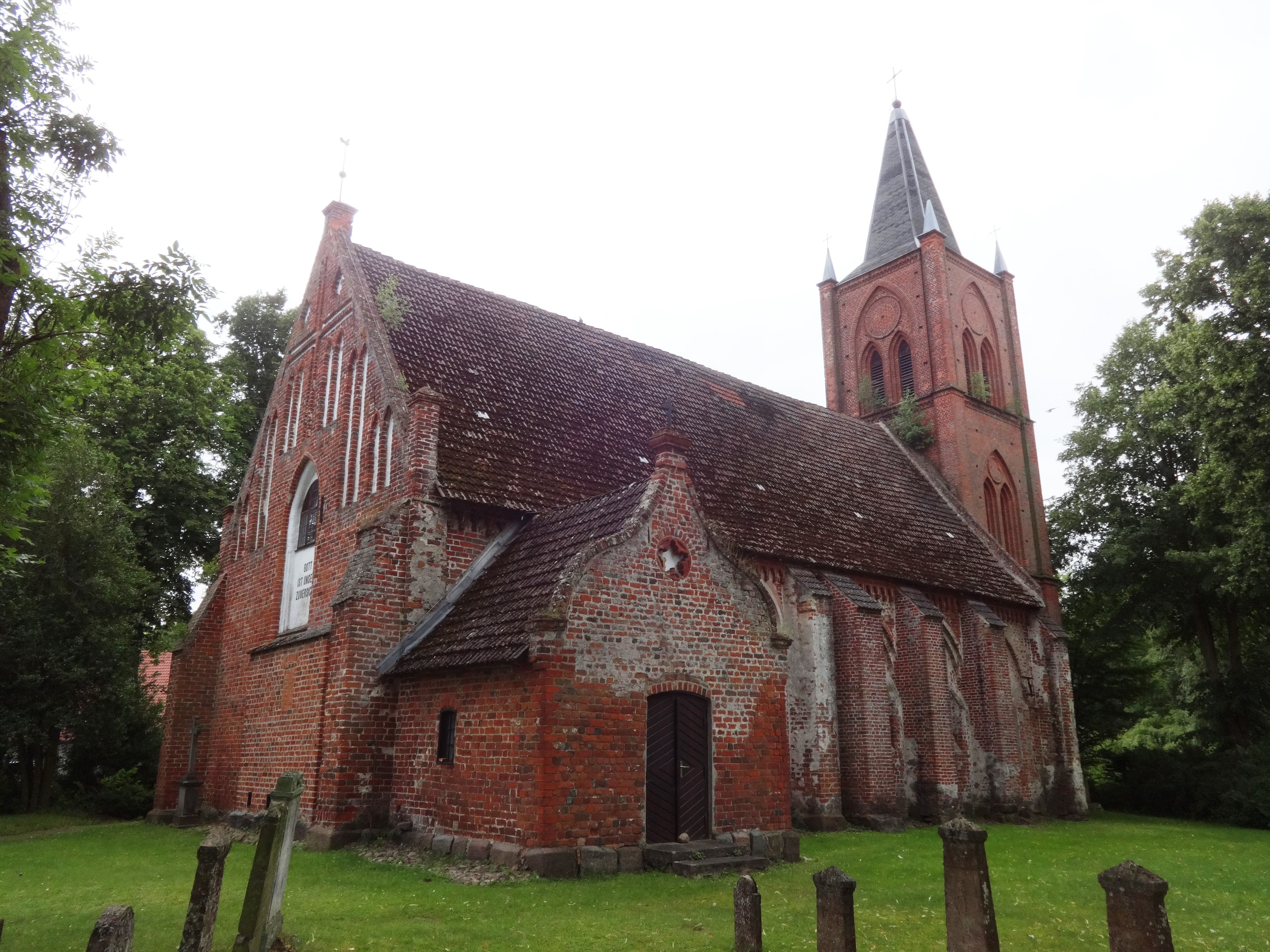
Heilig-Kreuz-Kirche in Kemnitz

Die evangelische Heilig-Kreuz-Kirche ist eine einschiffige gotische Kirche aus dem 14. Jahrhundert in Kemnitz in Vorpommern. Sie gehört seit 2012 zur Propstei Demmin im Pommerschen Evangelischen Kirchenkreis der Evangelisch-Lutherischen Kirche in Norddeutschland. Vorher gehörte sie zum Kirchenkreis Greifswald der Pommerschen Evangelischen Kirche.

## Lage
Die Dorfstraße verläuft von Nordwesten kommend v-förmig nach Nordosten durch den Ort. Am Scheitelpunkt trifft sie auf die Schulstraße, die nach Südwesten und Südosten führt. Die Kirche steht westlich dieser Kreuzung auf einem erhöhten Grundstück, dass mit einer Mauer aus unbehauenen und nicht lagig geschichteten Feldsteinen eingefriedet ist. Sie kann von Süden her durch ein weiß verputztes Backsteinportal mit einer Pforte sowie einer Durchfahrt betreten werden. Es steht, wie auch die Kirche, unter Denkmalschutz. Am Bauwerk führt die Route der Norddeutschen Romantik vorbei. Der 54 km lange Lehrpfad verbindet von Greifswald bis nach Wolgast insgesamt zehn Lebens- und Motivstationen frühromantischer Maler der Region.

## Geschichte
Die Kirche zu Kemnitz entstand um 1300 unter dem Kirchenpatronat des Klosters Eldena als dreischiffige, sechsjochige Hallenkirche mit Nordsakristei. Im 14. Jahrhundert ergänzten Handwerker eine spätgotische Südvorhalle aus Backstein. Nach einer Zerstörung im Dreißigjährigen Krieg trug die Kirchengemeinde das nördliche Seitenschiff ganz und die südlichen Umfassungsmauern so weit ab, dass das Mittel- und das Seitenschiff unter einem ziegelgedeckten Dach zusammengefasst werden konnte. 1743 wurde unter der Leitung von Andreas Mayer aus Greifswald eine Instandsetzung durchgeführt. Dabei wurde auch die Kirchenausstattung erneuert. Der quadratische westliche Kirchturm in neugotischen Formen entstand von 1841 bis 1842 nach Plänen des Architekten C. A. P. Menzel aus Alt Pansow.

## Architektur

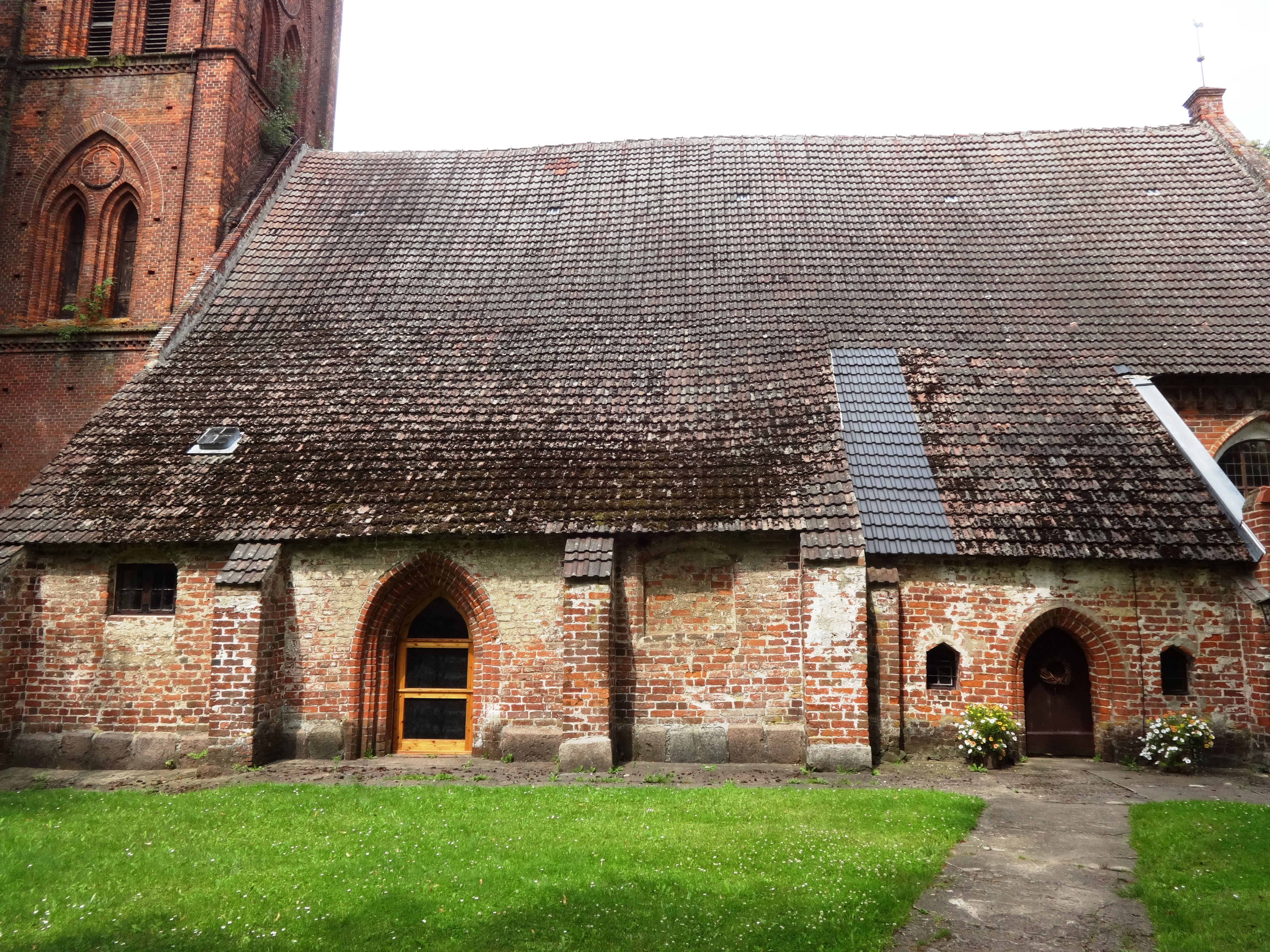
Ansicht von Süden

Das gesamte Bauwerk wurde überwiegend aus rötlichem Mauerstein errichtet. Der dreijochige Chor ist gerade und nicht eingezogen. An seiner östlichen Seite ist ein wenige Zentimeter breiter Vorbau, der leicht nach Norden versetzt ist. Darüber ist eine große, spitzbogenförmige Blende, die bis in den Giebel hineinreicht. Sie ist weiß gestrichen. Im unteren Bereich ist der Titel der Kantate von Johann Sebastian Bach „Gott / ist unsere / Zuversicht“ (BWV 197) zitiert, darüber ein gedrückt-segmentbogenförmiges und dreiteiliges Fenster. Es wird von sechs Paar gestaffelten Putzblenden mit Kleeblattbogen und einem gemauerten Blendkreuz und Rautenblenden umrahmt. Seitlich sind zwei Fialen, darunter je ein Strebepfeiler. Das südliche Chorfenster ist ebenfalls spitzbogenförmig. Am Übergang zum Dachfirst ist ein umlaufender Kleeblattbogenfries. Die südliche Wand des Kirchenschiffs wird vom Umbau nach dem Dreißigjährigen Krieg dominiert. Zwischen mehreren Strebepfeilern ist westlich ein kleines rechteckiges Fenster. Im darauffolgenden, östlich gelegenen Feld ist eine Pforte mit einem dreifach gestuften Gewände. Die mittlere Wand ist geschlossen, jedoch sind die Reste einer zugesetzten, gedrückt-segmentbogenförmigen Öffnung erkennbar. Östlich folgt am Chor eine weitere, kleinere Pforte mit zwei begleitenden Fenstern zu jeder Seite. An der westlichen Wand des südlichen Kirchenschiffs sind weitere Reste des ursprünglichen Baus erkennbar, so eine gedrückt-segmentbogenförmige Öffnung in Richtung Westturm, die jedoch zugesetzt ist. Südlich eines weiteren Strebepfeilers ist eine rundbogenförmige, ebenfalls zugesetzte Öffnung, in der die Reste von zwei gekuppelten, spitzbogenförmigen Öffnungen erkennbar sind.
An der Nordseite ist eine kleine Sakristei. Sie hat einen quadratischen Grundriss und an der nördlichen Seite eine hölzerne Pforte. Darüber ist im kielbogenförmigen Giebel ein Stern gemauert. Östlich ist ein kleines Fenster; die Westseite ist geschlossen. Der Giebel wird von einem kleinen Türmchen mit einem Kreuz gekrönt. An der Chorseite sind zwei große spitzbogenförmige Fenster, gefolgt von einem Strebepfeiler. Das Kirchenschiff fußt auf einem Sockel aus unbehauenen Findlingen. Darüber sind drei große Fenster mit je einem mächtigen Strebepfeiler. Die Reste des ursprünglich vorhandenen Seitenschiffs sind an Abbruchkanten erkennbar.
Der Westturm ist quadratisch und gegenüber dem Kirchenschiff eingezogen. Seine Ecken werden mittels durchgängiger Lisenen betont, die einzelnen Geschosse durch Gesimse voneinander getrennt. Im Westen ist ein vierfach getrepptes, großes und spitzbogenförmiges Portal. Die Nord- und Südseite ist geschlossen. Im darüberliegenden Geschoss sind weitere spitzbogenförmige Blenden, in die gekuppelte Fenster eingearbeitet wurden. Das Turmgeschoss greift diese Formensprache auf; dort sind entsprechende Klangarkaden. Der eingezogene Pyramidenhelm ist schiefergedeckt und von vier kleinen Fialen umgeben. Er schließt mit Turmkugel und Kreuz ab.

## Ausstattung

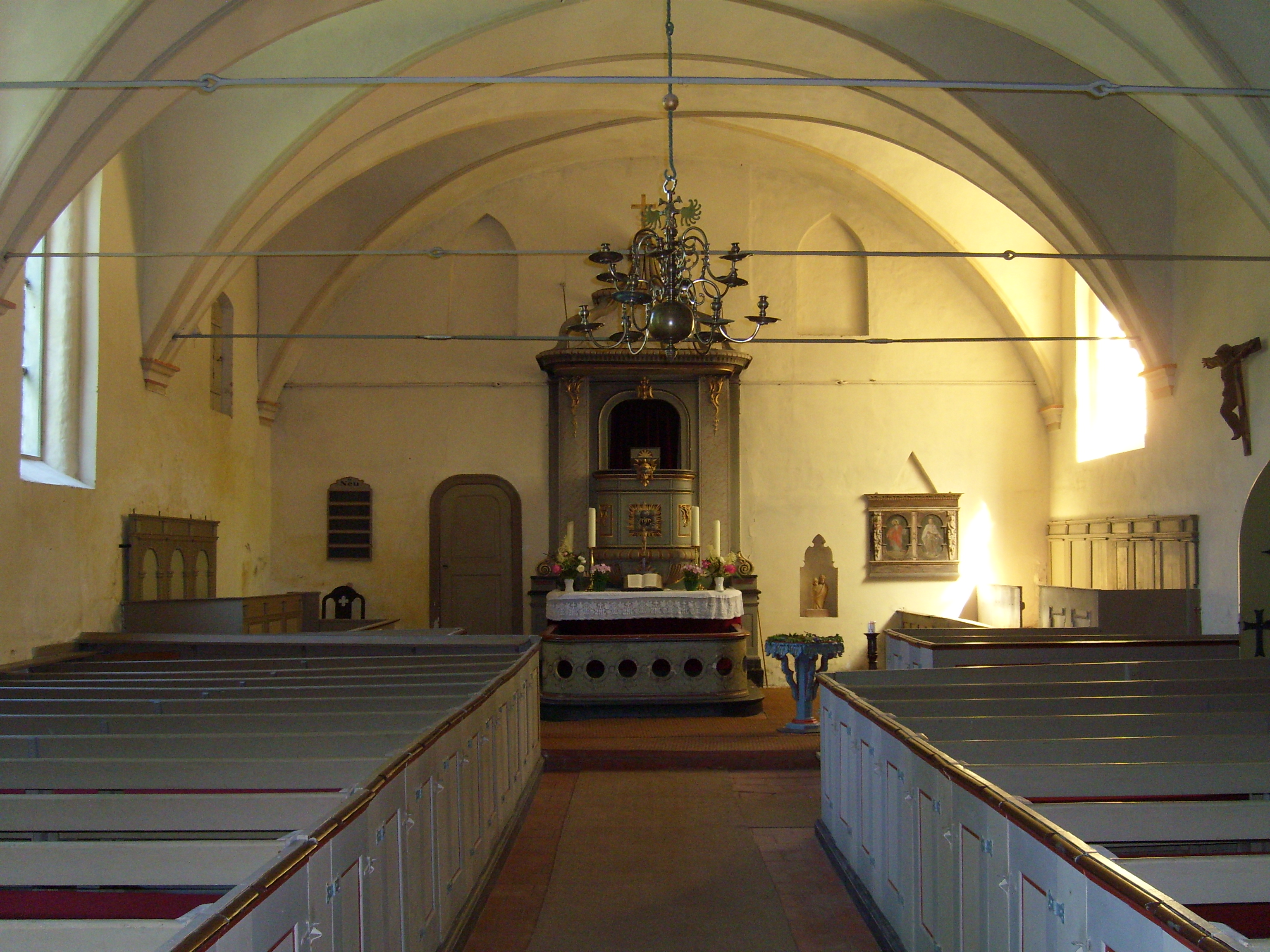
Blick ins Kirchenschiff nach Osten

Zur Ausstattung gehört ein Kanzelaltar von Mayer aus dem Jahr 1743. Der Altar ist gemauert und mit Holz verkleidet, dahinter auf einer muschelförmigen Konsole der abgerundete Kanzelkorb. Die Brüstungsfelder sind in bläulichem Ton gehalten und zeigen mittig eine Wolkenglorie mit einem darüber angebrachten Engelskopf, sowie links und rechts Abendmahlsgerät wie Kelch, Patene sowie Taufkanne und Taufschale Der Zugang erfolgt durch eine segmentbogige Tür mit marmorierten Pilaster. Oberhalb des Kanzelkorb ist ein baldachinartiger Schalldeckel, der mit einer Krone verziert ist.  Ein Brüstungsfragment aus der ersten Hälfte des 17. Jahrhunderts hängt an der östlichen Chorwand. Es besteht aus zwei bemalten Holztafeln und zeigt Jesus Christus sowie Simon Petrus. Links daneben ist eine Sakramentsnische mit einer Skulptur. Der Chor hat in seinem Innern ein Kreuzgewölbe.
Die Emporen im Westen und Süden des Kirchenschiffs stammen vermutlich aus der zweiten Hälfte des 18. Jahrhunderts. Die Brüstungsfelder sind mit Psalmen verziert, zum Beispiel „Lobe den Herrn, meine Seele, und vergiß nicht, was er dir Gutes getan hat“ (Ps 103,2).
Die Orgel wurde 1855 von Johann Friedrich Nerlich aus Stralsund gefertigt, 1885 durch Friedrich Albert Mehmel aus Stralsund umgebaut und 1963 durch die Firma Sauer aus Frankfurt/Oder erneuert.
Aus dem Jahr 1368 stammt eine Grabplatte aus Kalkstein, eine weitere wurde im 16./17. Jahrhundert aus braunem Kalkstein gefertigt.
Die einzige Glocke der Kirche wurde 1819 von Simon Zach aus Stralsund gegossen.